# マイダルジャヴィン・ガンゾリグ
マイダルジャヴィン・ガンゾリグ（Maidarzhavyn Ganzorig、モンゴル語: Майдаржавын Ганзориг、1949年2月5日 - 2021年7月4日 ）は、モンゴルの科学者である。
1978年にソビエト連邦のインターコスモスプログラムに参加し、ソユーズの宇宙飛行訓練を受けた。

## 生涯
ツェツェルレグ市出身。
ガンゾリグは、1975年にキエフ工科大学を卒業し、1978年にジェクテルデミット・グラグチャのバックアップとしてソユーズ39号の訓練を受けた。
1984年に学位を取得し、1991年までモンゴル科学アカデミーのRS研究所長を務め、1991年からはリモートセンシングセンターの情報学の責任者を務めている。